# Památník Věčná láska
Památník Věčná láska, polsky Pomnik Wieczna Miłość nebo , je památník/plastika ve městě Wieluń v okrese Wieluń v Lodžském vojvodství v Polsku.

## Historie a popis díla
Abstraktní bronzový památník Věčná láska se nachází v městském parku Park im. Żwirki i Wigury ve čtvrti Śródmieście. Netradiční dílo je darem autora, polsko-francouzského umělce Wojciecha Siudmaka (*1942), jeho rodné Wieluńi. Památník je poselstvím pro mír, smíření a toleranci ve světě. Připomíná také oběti druhé světové války, kdy dne 1. září 1939 se Wieluň stala prvním polským městem, které bylo bombardované letadly nacistického německa. Plastika zobrazuje tvář muže a bustu ženy symbolizující dvě planety, které se k sobě přibližují a jsou propleteny kruhovými disky (dráhami oběžnic planet), které vytvářejí znamení nekonečna (∞). Bronzové dílo, které vzniklo technikou lití, je posazené na soklu. Na soklu je také kovová deska popisující dílo, jeho projekt a smysl. Bronzové socha vznikla již v roce 2004 podle obrazu z roku 1980. Slavnostní odhalení se uskutečnilo 31. srpna 2013. Odlitek byl financován soukromými sponzory, zatímco úpravu prostoru v parku Żwirki i Wigury a vztyčení podstavce financovala obec Wieluń. Památník byl vytvořen jako součást projektu světového míru Věčná láska, který vytvořil Wojciech Siudmak. Posláním tohoto projektu je podporovat mír prostřednictvím společenství národů, usilovat o porozumění, usilovat o smíření a odpuštění. V roce 2012 Wojciech Siudmak založil Cenu míru – Věčná láska, která se uděluje každým rokem. Jeho symbolem je pozlacená bronzová soška – tj. miniatura plastiky Věčná láska.

## Další informace
Dílo je celoročně volně přístupné.

## Galerie

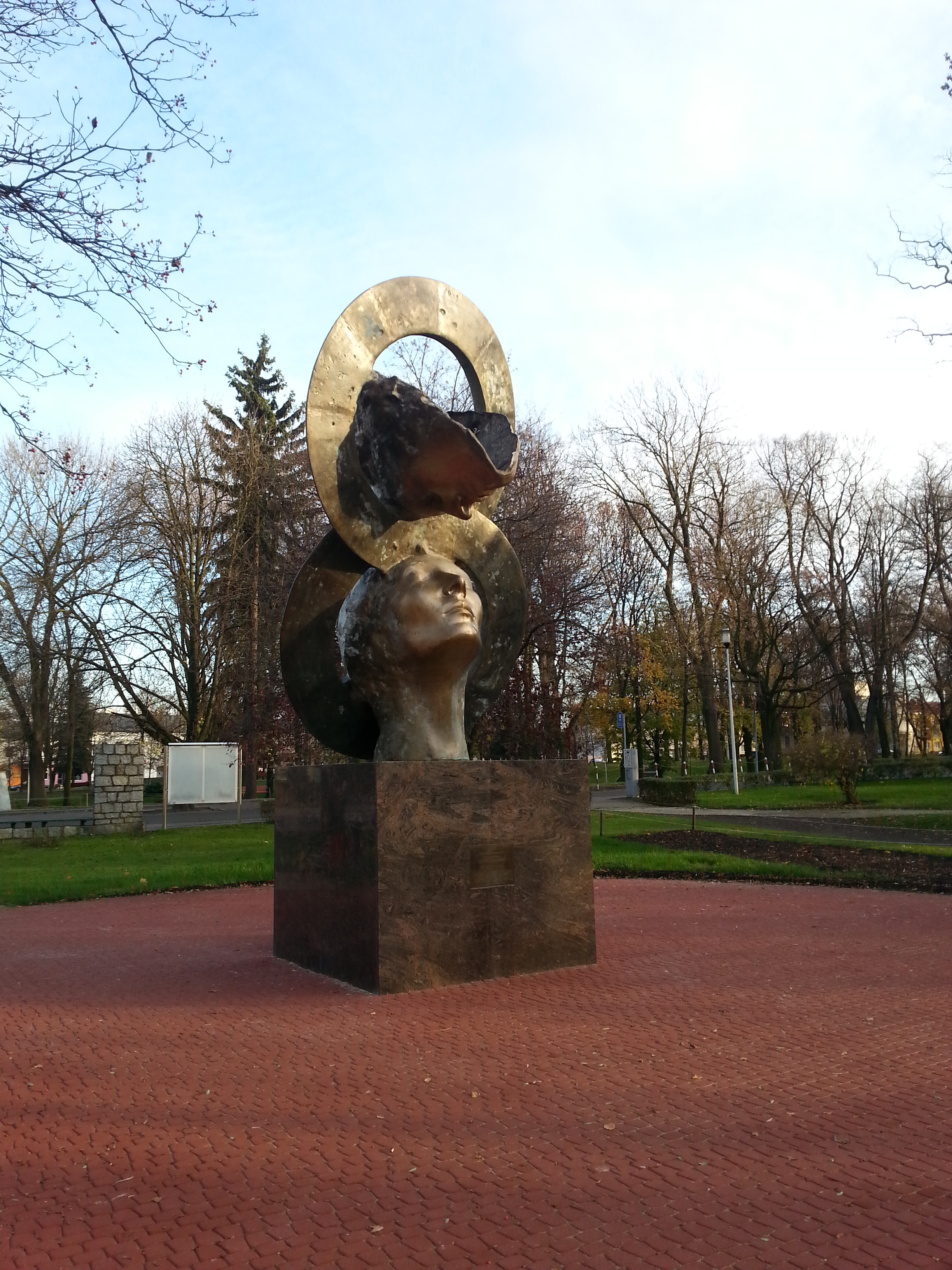
Šikmý pohled na dílo